# محمد أبو سل
محمد أبو سل (1976-) فنان تشكيلي فلسطيني، مواليد مخيم البريج في غزة لعائلة هجرت من قرية عراق المنشية عام 1949، عاش وعمل بين السعودية وغزة وفرنسا، تلقى العديد من الدورات في الفنون وتقنيات الطباعة، وفن التجهيز، والتصوير الفوتوغرافي. في الأعوام 2011 و ٢٠٢٢ حصل على الإقامة الفنية في مدينة الفنون في باريس، وفي العام 2016 رشحه متحف MUCEM للإقامة والفنية والزمالة في البحوث في مؤسسة Camargo foundation في فرنسا، أقام عشرة معارض شخصية في عدد من العواصم الدولية. حاصل على جائزة تشارلز اسبري للفنون في بريطانيا عام 2005.

## تعليمه
حاصل على شهادة البكالوريوس في الإدارة والمحاسبة من الجامعة الإسلامية في غزة عام 1999،وفي عام 2001 حصل على دبلوم المراسلة وتصمميم الويب من جامعة ماكروميديا في الولايات المتحدة الامريكية، وتلقى العديد من الدورات على يد الفنان مروان قصاب باشي، عضو المجمع البرليني للفنون في إيطاليا، ودورة متخصصة في الجرافيك من مؤسسة خالد شومان في الأردن

## أسلوبه الفني
يستلهم محمد أبو سل أعماله الفنية من الواقع الحياتي في غزة على وجه الخصوص وفي فلسطين على وجه العموم، واستخدم في أعماله التركيب والفيديو والتصوير الفوتوغرافي والاعمال المرسومة. فقدم العديد من المشاريع متعددة التقنيات والوسائط التي عالجت بسخرية تقطيع الأوصال الجغرافية بين القطاع وتحويله إلى مخزن سكاني كبير ومعزول من خلال عمله "مترو في غزة" ومشروع"شمير" الذي كشف عن حجم العتمة الكبيرة بسب تقليص الكهرباء على القطاع، وعمل على إنتاج سلسلة كبيرة من لوحات الصبار تحت عنوان أشواك مزهرة،والتي استخدمها كرمز للتعبيرعن الصبر والتحمل رغم كل الظروف المحيطة.

## معارضه
شارك أبو سل في عدة معارض فردية وجماعية منها:
معرض راحة الآلام 2015-2016 ، جاليري المتحف غزة،ومتحف جامعة بيرزيت.
معرض شمير 2013، مركز خليل السكاكيني في رام الله.
معرض فن من أجل الأمل 2016، في آرت دبي.
معرض البنيالي الأول للصورة العربي عام 2015 في معهد العالم العربي-باريس.
معرض كم اخضراً كان وادينا عام 2014، في وايت بوكس جاليري،نيويورك.
معرض مترو في غزة 2011،شبكة المراكز الثقافية الفرنسية في فلسطين(غزة،رام الله،القدس،الخليل،بيت لحم).
- معرض (جماعي)، دي ان ايه، 2024، ارت زون فلسطين.[10]

## المقتنيات
تقتني العديد من المتاحف والمؤسسات أعماله ومنها: معهد العالم العربي في باريس، متحف War Imperial Museum في لندن، دارة الفنون في الاردن، جاليري الربع الخالي في دبي، مؤسسة عبد المحسن القطان في رام الله، متحف فرحات في أمريكا.